# Martine Raets
Martine Raets (Wilrijk, 6 april 1966) is een Belgisch politica voor de liberale Open Vld.

## Biografie
Raets studeerde in 1989 af als licentiate in pers en communicatie aan de Vrije Universiteit Brussel en vestigde zich daarna in de Brusselse gemeente Evere.  Ze was eerst werkzaam.als zelfstandige met een eigen zaak en ging nadien aan de slag op het kabinet van Guy Vanhengel, minister in de Brusselse Hoofdstedelijke Regering, achtereenvolgens als pr-medewerker, woordvoerster en persoonlijke assistente. Van 2019 tot 2024 was Raets kabinetsdirecteur van Vanhengel in diens hoedanigheid als eerste ondervoorzitter van het Brussels Hoofdstedelijk Parlement.
Voor de VLD werd ze in oktober 2000 verkozen tot gemeenteraadslid van Evere en bleef dit tot in december 2006. In oktober 2012 werd Raets opnieuw verkozen in de gemeenteraad van Evere. In december 2012 werd ze er schepen voor Nederlandstalig Onderwijs, Cultuur, Werk en Economie. Na de gemeenteraadsverkiezingen van 2018 werd Raets schepen voor Opvoeding, Cultuur en Economische Promotie. Ze bleef in functie tot in juni 2024 en werd daarna weer gemeenteraadslid. Bij de gemeenteraadsverkiezingen van oktober 2024 raakte Raets niet meer verkozen.
Ook was Raets van 2016 tot 2020 vicevoorzitter van Parking.brussels, het parkeeragentschap van het Brussels Hoofdstedelijk Gewest.
Bij de Brusselse gewestverkiezingen van juni 2024 stond Raets op de derde plaats van de Open Vld-lijst. Ze werd niet rechtstreeks verkozen, maar werd wel eerste opvolger. Eind juni 2024 werd ze Brussels Hoofdstedelijk Parlementslid ter vervanging van Brussels minister Sven Gatz.